# Jackson Center (Ohio)

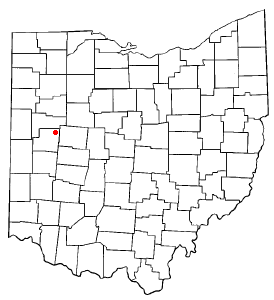
Jackson Center na planie stanu Ohio

Jackson Center – wieś w USA, w stanie Ohio, w hrabstwie Shelby.
Według danych z 2000 roku wieś miała 1369 mieszkańców.